# Alexej Drejev
Alexej Drejev (rusky Алексей Сергеевич Дреев *30. ledna 1969 ) je ruský šachový velmistr. Titul velmistra získal v roce 1989.

## Kariéra
Jelikož byl Drejev jako mladý šachovým talentem, byl v jednu dobu trénován Markem Dvoreckým.
V letech 1983 a 1984 byl mistrem světa v kategorii do 16 let. V roce 1988 byl evropským juniorským šampionem. V roce 1989 se stal velmistrem. Také se poprvé zúčastnil mistrovství Ruska v šachu.
V roce se jedenáctým místem na mezipásmovém turnaji v Manile kvalifikoval na turnaj kandidátů. Na tomto turnaji v Madrasu prohrál hned v prvním kole s Višvanáthanem Ánandem. Poté hrál na FIDE mistrovstvích světa v šachu. V Groningenu v roce 1998 byl vyřazen až ve čtvrtfinále, kde prohrál s Borisem Gelfandem. Na následujících čtyřech FIDE World Championship byl vyřazen vždy ve čtvrtém kole: v Las Vegas v roce 1999 Michaelem Adamsem, v Novém Dillí v roce 2000 Veselinem Topalovem, v Moskvě v roce 2001 Višvanáthanem Ánandem a nakonec v Tripolisu v roce 2004 Leinierem Dominguezem .
Mezi jeho další velké úspěchy patří vítězství na turnaji Biel Grandmaster a na turnaji ve Wijku aan Zee, přičemž oba vyhrál v roce 1995; ve Wijku ve finále porazil 2,5 – 1,5 Jevgenije Barejeva. V roce 2004 skončil na ruském šampionátu v Moskvě třetí, což byl jeho nejlepší výsledek na tomto šampionátu.
V roce 2000 vyhrál 1. ročník evropského šachového šampionátu v bleskovém šachu, který se konal v Neumu, když v tiebreaku porazil Ivana Sokolova. V roce 2007 vyhrál v Novém Dillí 5. ročník Parsvnath Open. V roce 2008 vyhrál turnaj Magistral Casiono de Barcelona systémem každý s každým. V tiebreaku v roce 2011 vyhrál Cento Open.
V roce 2012 vyhrál ve Varšavě mistrovství Evropy v rapid šachu. V květnu 2013 na evropském mistrovství jednotlivců skončil na prvním místě společně s dalšími sedmi hráči (Alexandrem Mojsejenkem, Jevgenijem Romanovem, Alexandrem Beljavskijem, Constantinem Lupulescem, Francisco Vallejo Ponsem, Sergejem Movsesjanem, Janem Něpomňaščim, Hranta Melkumyanem a Jevgenijem Alexejevem). V tie-breaku pak tento šampionát vyhrál Alexender Mojsejenko. Zúčastnil se šachového poháru 2013 v Tromsø. Poté, co porazil (v tomto pořadí) Sergeje Azarova, Wang Chaa byl ve třetím kole poražen Dmitrijem Andrejkinem, který se dostal až do finále, kde prohrál s Vladimirem Kramnikem. V říjnu roku 2013 vyhrál Drejev 3. ročník Indonesia Open v Jakartě a skončil tak lépe než 37 dalších šachových velmistrů.
V lednu 2016 se Drejev podělil o první místo na turnaji Tata Steel Challengers Tour ve Wijku aan Zee s Baskaranem Adhibanem a Eltajem Safarlim. V tie-breaku pak vyhrál Adhiban a kvalifikoval se tak do hlavního turnaje, Tata Steel Masters Tournament. V roce 2018 vyhrál Drejev v St. Louis turnaj Fall Chess Classic A, když dosáhl skóre 6½/ 9 bodů a skončil tak o bod lépe než druhý Lázaro Bruzón.
V letech 1992 až 2004 reprezentoval Rusko na celkem pěti šachových olympiádách, přičemž se svým týmem získal celkem třikrát zlaté (1992, 1994, 1996) a jednu stříbrnou medaili (2004). Jeho skóre sečtené za všechny šachové olympiády, kterých se Drejev zúčastnil je: 15 výher, 23 remíz a 6 proher, což znamená úspěšnost 60,2 %.

## Knihy
- DREJEV, Alexej. My one hundred best games. [Sofia]: Chess Stars 299 s. Dostupné online. ISBN 978-954-8782-55-5, ISBN 954-8782-55-3. OCLC 166358228
- DREJEV, Alexej. The Moscow & Anti-Moscow variations, an insider's view. Sofia: Chess Stars 212 s. Dostupné online. ISBN 978-954-8782-74-6, ISBN 954-8782-74-X. OCLC 601430842
- DREJEV, Alexej. The Meran : & Anti-Meran variations : an insider's view. Sofia: Chess Stars 208 s. Dostupné online. ISBN 978-954-8782-80-7, ISBN 954-8782-80-4. OCLC 707918972
- DREJEV, Alexej. Dreev vs. the Benoni. Sofia, Bulgaria: [s.n.] 268 s. Dostupné online. ISBN 978-954-8782-92-0, ISBN 954-8782-92-8. OCLC 861987431
- DREJEV, Alexej. Anti-Spanish. The Cozio defence. Sophia: [s.n.] 212 s. Dostupné online. ISBN 978-619-7188-01-1, ISBN 619-7188-01-5. OCLC 893906825
- DREJEV, Alexej. Attacking the Caro-Kann : a white repertoire. Sofia: [s.n.] 235 s. Dostupné online. ISBN 978-619-7188-04-2, ISBN 619-7188-04-X. OCLC 926974679
- DREJEV, Alexej. Improve your practical play in the middlegame. First edition. vyd. Landegem: Thinkers Publishing 204 s. Dostupné online. ISBN 978-94-92510-31-0, ISBN 94-92510-31-6. OCLC 1061500431